# Urbanistica
L'urbanistica è una disciplina che studia lo spazio urbano e ne progetta gli interventi. La progettazione dello spazio urbano è indirizzata sia a migliorare e ripensare il tessuto urbano consolidato già esistente, sia a pianificare nuovi aggregati. L'urbanistica si occupa anche degli spazi aperti inclusi nella città o collegati con essa. Lo specialista in materia è chiamato "urbanista".

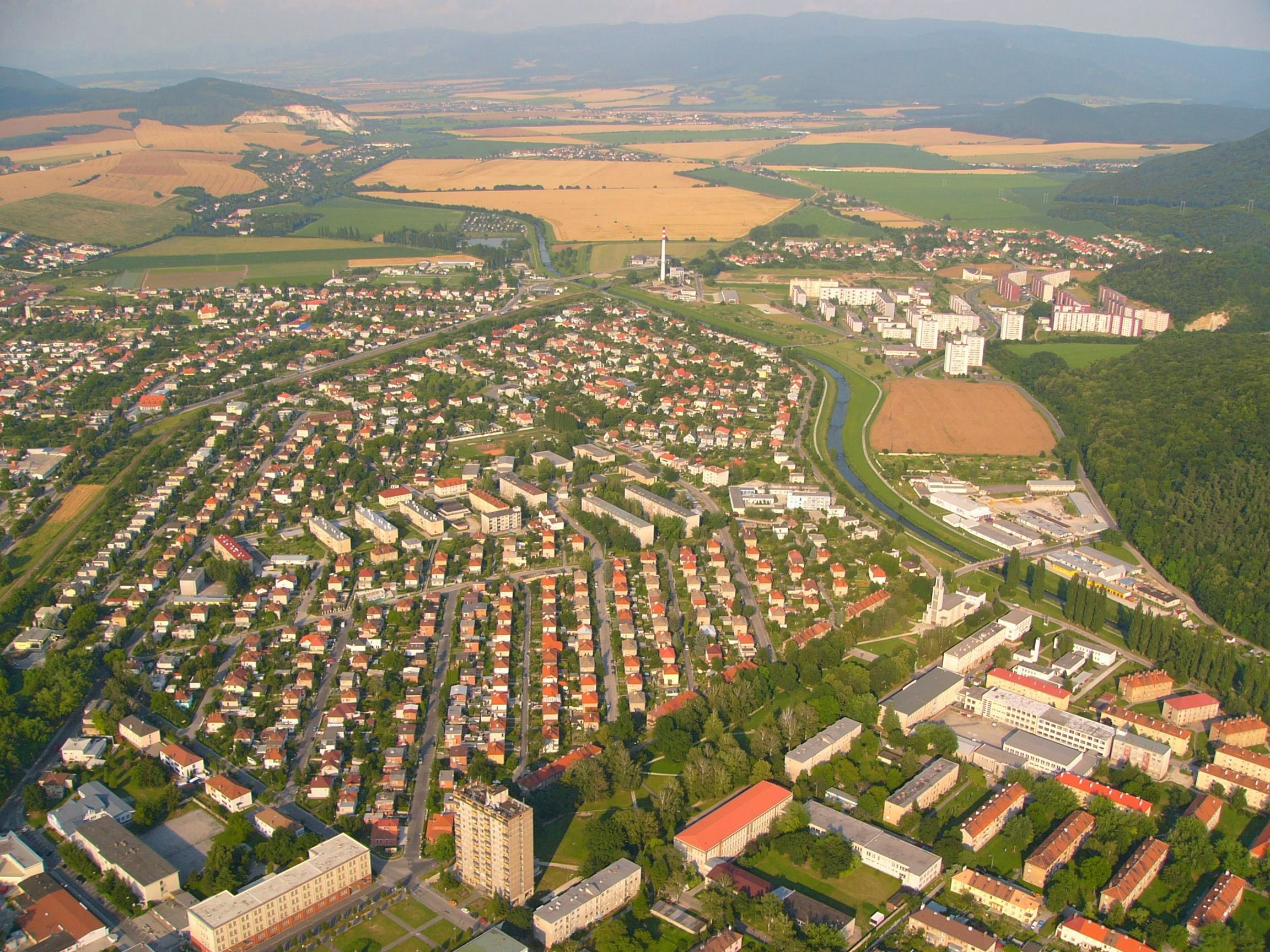
Una città dalla struttura completamente pianificata ex ante: Partizánske (Slovacchia), del 1938

## Caratteristiche

### Definizioni
(art. 80, DPR 616/77)
Come scienza l'urbanistica pretende di scoprire la verità nella città sulle condizioni economiche, sociali e fisiche.
Come arte cerca di ottenere un compromesso, sia economico sia sociale, nelle vie di comunicazione, nell'uso del suolo, nelle costruzioni e nelle altre strutture.»
(Thomas Adams, Encyclopedia of Social Science)
(Giovanni Astengo, Enciclopedia universale dell'arte, 1966)
(Luigi Piccinato, Enciclopedia Italiana, 1938)
(Bernardo Secchi, Prima lezione di urbanistica, 2007)

### Il ruolo e la funzione

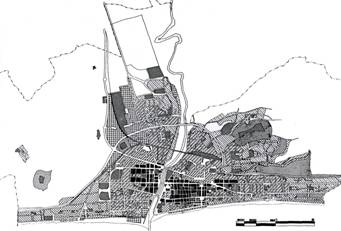
Piano regolatore di Luigi Piccinato per Pescara nel 1947

Estensivamente l'urbanistica comprende tutti gli aspetti gestionali, di tutela, programmativi e normativi dell'assetto territoriale e in particolare delle infrastrutture e dell'attività edificatoria. Nel corso del suo sviluppo la disciplina è divenuto lo strumento di controllo del territorio per perseguire nelle sue trasformazioni il rispetto del bene comune nel conflitto tra rendita e interesse pubblico equilibrando le necessità delle comunità e degli individui.
Lo studio dei sistemi urbani e del loro funzionamento complessivo delle relative tensioni positive e negative permette all'urbanista di agire sia attraverso la pianificazione degli spazi fisici urbani sia nella programmazione di strumenti urbanistici e normative costruite "ad hoc" al fine ultimo di migliorarne le condizioni di sviluppo futuro, progettando uno spazio urbano "vivibile" nel tempo e nello spazio. La pratica della pianificazione urbanistica si sostanzia nel delineare le grandi opzioni di organizzazione dello spazio e indirizzare (avvalendosi di meccanismi analitici e partecipativi), localizzare e gestire le attività sul territorio. Il più grande scopo e "sfida" dell'urbanistica moderna è invece quello di trasferire tali obiettivi nella progettazione del territorio e della città; una pratica che, anche grazie all'apporto di altre discipline parallele (ingegneria, architettura, sociologia e altre a seconda del caso specifico), acquista così un disegno concreto attraverso la produzione di piani (piani di riqualificazione urbana, per esempio) e progetti (edilizi, di recupero ambientale, di accompagnamento sociale, ecc.).
Mentre in passato la disciplina urbanistica si è occupata essenzialmente di progettare e gestire le nuove espansioni della città, oggi tale scienza abbraccia anche la sua programmazione e gestione nel tempo, perde i convenzionali confini territoriali per guardare alla cosiddetta "città diffusa", dove il limite tra città e campagna perde il suo senso; è in quest'ottica che tematiche come la sostenibilità (usare le risorse presenti oggi sul territorio in modo da non pregiudicarne l'uso alle prossime generazioni), la pianificazione territoriale, la progettazione ambientale e quella delle infrastrutture e dei trasporti sono oggi al centro dei nuovi progetti urbani a tutte le scale.
Il modo e le fasi del progetto urbano sono oggi mutate rispetto al passato, oggi ogni oggetto architettonico non è disegnato solo rispetto alla sua forma e alla sua intrinseca funzione, compito dell'urbanistica moderna è inserire le singole parti che compongono la città all'interno di relazioni che appartengono al contesto più ampio, a valutazioni di fattibilità e materialità, alla storia che ha determinato il territorio attuale, alla ricadute nei processi di coesione e riproduzione sociale, alle regole costitutive della forma della città.
Attraverso il coordinamento dei diversi saperi derivanti da diverse ma correlate discipline quali l'architettura, l'ingegneria, l'ecologia, la geografia, la sociologia, il diritto e l'economia l'urbanista studia, programma e progetta scenari passati, presenti e futuri della città, oltre che occuparsi delle politiche, delle normative tecniche e legislative, allo scopo di migliorare la qualità urbana (nel senso più ampio) e quindi la vita dei cittadini.
L'urbanistica attenta all'accessibilità è infine un elemento cruciale per costruire città più inclusive, soprattutto per le persone con disabilità. Attraverso esempi recenti, risulta evidente l'urgenza di incorporare criteri di accessibilità nella progettazione urbana per garantire un'effettiva inclusione sociale.

### I piani
L'urbanistica si esprime alle amministrazioni e alla collettività attraverso la produzione di piani. In Italia ad esempio sono il piano strategico (vedi pianificazione strategica territoriale) e il Piano Regolatore Generale (il vecchio PRG prende oggi altre denominazioni a seconda delle diverse leggi regionali: Piano urbanistico comunale, PAT in Veneto, Piano di governo del territorio in Lombardia, Piano strutturale in Toscana, ecc.), sempre composto da una parte strutturale e una operativa. Il piano strutturale fornisce il quadro delle tutele e delle strategie cui deve conformarsi ogni altra attività di pianificazione o di programmazione svolta dal Comune. Per questo il PRG viene anche chiamato il "piano dei piani". In concreto, individua le condizioni per difendere le risorse e gli equilibri del territorio comunale e indica gli obiettivi di lungo periodo per il suo sviluppo e le regole essenziali per conseguirli. Sono strumenti di applicazione del Piano Strutturale (modificabili nel tempo dalle amministrazioni) il Regolamento Urbanistico, i piani attuativi o particolareggiati, il Regolamento edilizio e tutti i piani di settore (mobilità, traffico, commercio, sanità, rifiuti, energia, cave, paesaggio, coste, ecc.).

### I temi
Tra i temi principali della disciplina si possono inquadrare:
- la riqualificazione di ambiti degradati sia a livello fisico sia economico - sociale;
- la definizione di meccanismi perequativi (cioè la possibilità di trasferire i diritti edificatori da un'area ad un'altra);
- il miglioramento delle condizioni di accessibilità e la relativa pianificazione dei sistemi di mobilità;
- la pianificazione di una razionale localizzazione delle attività funzionali a tutte le scale di intervento;
- la gestione dei meccanismi di relazione, sia spaziali sia economici, tra gli spazi pubblici e gli spazi privati;[9]
- la definizione degli strumenti per la valutazione degli impatti generati dalle attività umane sull'ambiente;
- la definizione e gestione degli strumenti per la valutazione ambientale ed economica degli interventi di trasformazione urbana e territoriale;
- la gestione dei processi di urbanistica partecipata della popolazione alle decisioni riguardanti le trasformazioni urbane e territoriali;
- la definizione e la gestione delle politiche urbane sul territorio;
- la definizione, l'implementazione e il monitoraggio, all'interno di piani e progetti, di criteri e indicatori di sostenibilità ambientale;
- la previsione e successiva progettazione e gestione di scenari di trasformazione urbana presenti, passati e futuri;
- il miglioramento della qualità di vita nelle città.[10]

## Storia

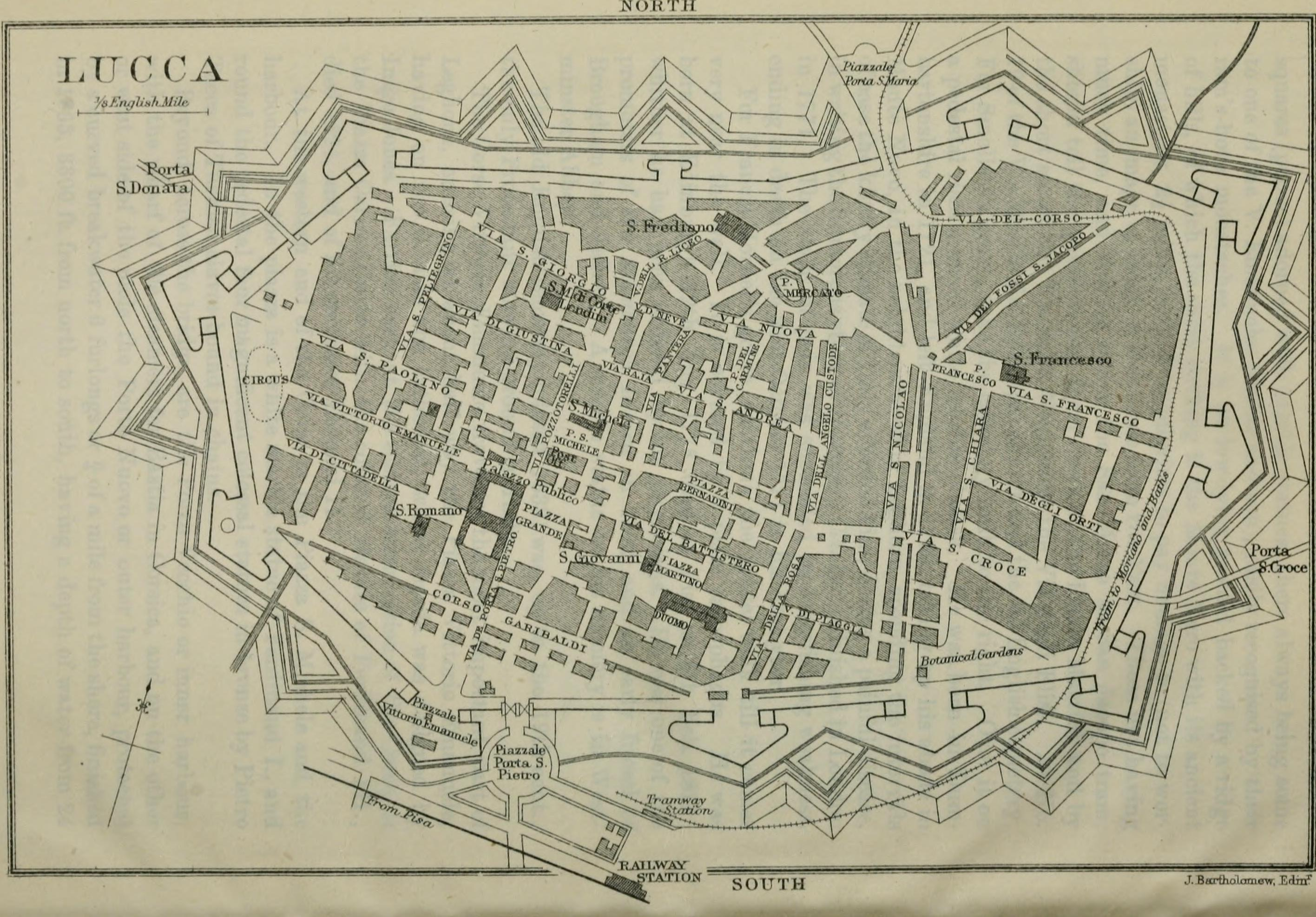
Lucca, città dove si possono leggere stratificazioni successive: tracce dell'insediamento romano nell'ortogonalità delle strade più centrali ed espansione medievale più disordinata. Da notare a nord la riconversione dell'anfiteatro romano.

Le prime pianificazioni urbane (d'origine certa) risalgono a Ippodamo da Mileto, che inventò un sistema stradale a rete pressoché ortogonale, seppur sempre influenzato dalla morfologia, dove gli edifici si disponevano in isolati di grandezza e forma regolare con i servizi posti al centro (agorà) e con un preciso ordinamento sociale marcato nella localizzazione nella città. I Romani svilupparono ulteriormente questo modello, usato inizialmente negli accampamenti militari, centrandolo su due assi principali, il cardo e il decumano, all'intersezione dei quali si trovava il foro.
Nell'Alto Medioevo la costruzione delle città, per ragioni difensive, si spostò su alture con la conseguente implementazione di nuovi schemi concentrici o radiali a partire dalla chiesa o dal castello. Successivamente, soprattutto tra XII e XIV secolo, parallelamente alla fuoriuscita delle città dalle antiche mura, sorsero nuovi insediamenti nelle aree pianeggianti, spesso da bonificare, segnando il ritorno, seppur con varianti locali, dell'impianto ortogonale.

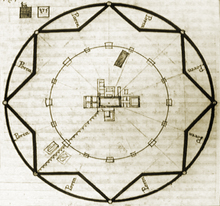
Progetto di Filarete per Sforzinda

Le prime idee urbanistiche in età moderna si hanno nel Rinascimento, in Italia e in particolare a Ferrara, con la costruzione dell'Addizione Erculea (1492) di Biagio Rossetti che progetta la prima pianificazione urbana moderna con ampi viali funzionali per i cittadini e per i duchi.
L'idea di dare alla città una forma ordinata e razionale matura lentamente nelle opere dei trattatisti del XV secolo a cominciare da Filarete che, nel suo trattato, disegna la prima città ideale, Sforzinda, con uno schema geometrico rigoroso, con disegno di tipo radiale che caratterizzerà tutte le teorizzazioni successive, tradizionalmente indicate sotto il nome di città ideale, un simbolo della concezione artistica e filosofica di tutto il Rinascimento.

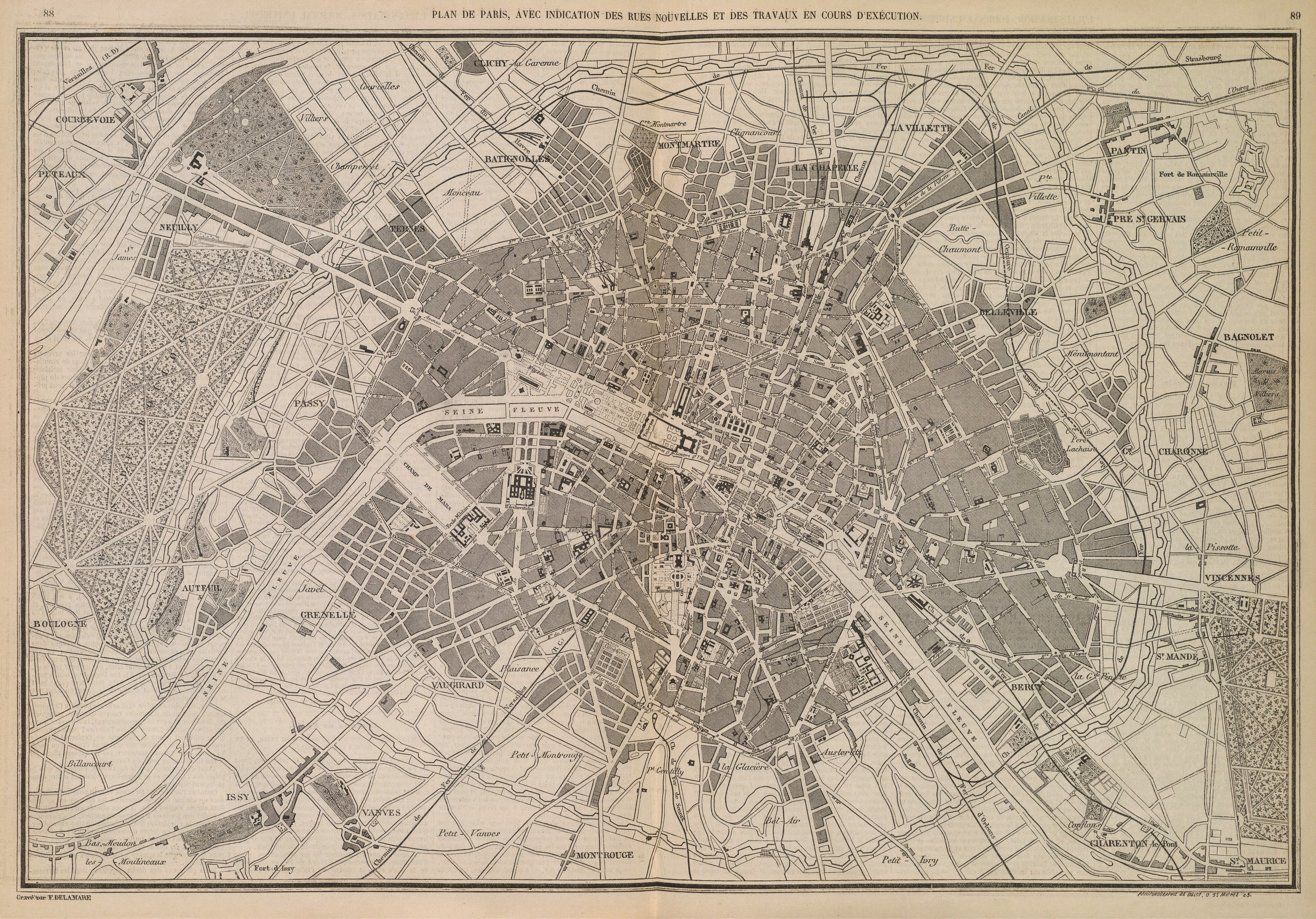
Piano per Parigi

L'urbanistica come disciplina autonoma si afferma però solo nel XIX secolo con la funzione di organizzare l'impetuosa e disordinata crescita urbana dovuta alla rivoluzione industriale. Tra i principali fautori dell'urbanistica moderna possono essere indicati nel barone Georges-Eugène Haussmann, che ha trasformato la città di Parigi nel 1853 per volontà di Napoleone III, in Ludwig Ditter von Förster che a Vienna nel 1857 traccia il primo "ring" ossia un'ampia arteria alberata che cinge l'intero nucleo medioevale (costituendosi come l'elemento fondante della struttura della città) e in Ildefonso Cerdá che nel 1867 con il libro Teoria generale dell'urbanizzazione ha posato le fondamenta della disciplina attraverso il primo manuale d'urbanistica e il piano generale di Barcellona. Secondo Cerdá l'innovazione della città stava nella concentrazione delle vie e degli isolati. Questi ultimi di forma ottagonale per facilitare la circolazione erano attraversati da ampie strade e costituiti in parte da giardini che permettevano una buona ventilazione e l'esposizione al sole. In generale nel corso del XIX secolo le grandi città europee furono oggetto di notevoli interventi che ne rivoluzionarono l'aspetto.
L'urbanistica in Italia conosce il primo esempio di Piano Regolatore nel 1884, con l'opera dell'ingegner Cesare Beruto che compilò per la città di Milano il piano d'espansione oltre i Bastioni Spagnoli, oggi riconoscibile nella fascia tra la circonvallazione interna (sorta al posto delle vecchie mura) ed esterna.
In Italia diviene una disciplina riconosciuta ufficialmente negli anni trenta con il Razionalismo italiano e le nuove città di fondazione per opera del regime fascista, alcune anche di alto livello urbanistico e architettonico, come Portolago e Sabaudia. Nel 1942 viene emanata la prima legge generale italiana di coordinamento urbanistico territoriale che prevede l'istituzione di un Piano Regolatore Generale attraverso il quale si può controllare e gestire lo sviluppo urbano.
Il secondo dopoguerra in Italia è contraddistinto dal boom edilizio, che con le sue aberrazioni e la speculazione edilizia, generò, anche se in ritardo e insufficientemente, la cultura della salvaguardia dei centri storici e del territorio, con lo sviluppo di una legislazione di tutela. Infatti bisogna aspettare la legge 18 maggio 1989, n. 183 "Norme per il riassetto organizzativo e funzionale della difesa del suolo" per avere una legge che tuteli l'ambiente.

## L'urbanistica partecipata
L'urbanistica partecipata è una modalità di redazione di piani e progetti che assegna un rilevante valore alle proposte che emergono dal basso, espresse da cittadini in forma libera o associata e da portatori di interessi locali (stakeholders).
La complessità dei sistemi sociali ha accentuato l'interdipendenza degli attori del territorio e indebolito la rappresentatività di partiti e organizzazioni sindacali mentre si sono rafforzate le forme dirette di rappresentanza sociale come comitati di quartiere, movimenti ambientalisti, gruppi di consumatori, movimenti giovanili, organizzazioni non governative, produttori del terzo settore e altri che perseguono obiettivi specifici e settoriali che mirano a influenzare le politiche di governo del territorio.
L'urbanistica partecipata implica che le istituzioni locali si orientino verso un nuovo concetto di governo del territorio che tenda a coinvolgerne tutti gli attori (governance) seguendo un modello di sistema aperto, adattivo e reversibile. Alle sedi tradizionali degli eletti quali consigli comunali, regionali, circoscrizionali, si possono affiancare sedi formali e informali di confronto e orientamento come tavoli sociali, laboratori di quartiere, cabine di regia, piani strategici, che hanno lo scopo di mettere a confronto in forma diretta gli interessi territoriali in gioco, delegando successivamente alla democrazia rappresentativa il compito di recepire o respingere le indicazioni assunte (metodo bottom up).

### Storia e legislazione
Un denominatore comune delle azioni di urbanistica partecipata è la sostenibilità ambientale degli interventi di pianificazione da promuovere tramite forum con gli attori del territorio per svolgere azioni condivise come indicato dall'Agenda del ventunesimo secolo (Agenda 21) ratificata in occasione della Conferenza di Rio de Janeiro su ambiente e sviluppo indetta dall'ONU nel 1992.
Le linee d'intervento sono state riviste successivamente nella conferenza di Johannesburg nel 2002 e in ambito europeo nelle conferenze di Aalborg (1994 e 2004) nel corso delle quali i governi locali partecipanti hanno sottoscritto gli Aalborg Committments.
Inoltre sono state emanate due direttive europee:
- la 42/2001 che impone a piani e programmi di un certo rilievo territoriale la procedura di VAS Valutazione ambientale strategica prevedendo il coinvolgimento della comunità locale nell'analisi di scenario;
- la direttiva 35/2003 che sancisce la necessità di attivare processi di partecipazione territoriale.

Tali indicazioni sono in gran parte recepite nel TUEL (Testo Unico degli Enti locali) e nei numerosi regolamenti comunali della partecipazione approvati negli ultimi anni da numerose amministrazioni pubbliche.
L'urbanistica partecipata ha una sua ragion d'essere anche come risposta alla sindrome NIMBY (Nothing in My Back Yard), che si manifesta ogni volta che un gruppo di cittadini organizza proteste contro trasformazioni territoriali che possono peggiorare le condizioni dell'ambiente nel quale vivono. È frequente il ricorso all'urbanistica partecipata quando i cittadini ritengono che sia compromessa o migliorabile la qualità dello spazio pubblico.

### Tecniche e strumenti
Il grado di coinvolgimento dei cittadini è determinato dagli obiettivi, dalla forza dei gruppi organizzati e dalla volontà dei decisori politici. Sherry Arnstein ha definito nel 1969 una scala della partecipazione che costituisce un punto di partenza per tutti i numerosi studi successivi.
In generale si individuano quattro gradi di coinvolgimento progressivo: informazione, consultazione, collaborazione, autogestione. Secondo gli obiettivi che si intendono raggiungere possono essere utilizzate diverse metodologie, tecniche e strumenti: fogli informativi, questionari, cataloghi di scelte, forum, anche telematici, sedi di informazione e dibattito come Urban Center o Case della città.
Nei casi più impegnativi e controversi si ricorre a forme di consultazione quali i referendum popolari, previsti dal TUEL (Testo Unico Enti Locali) e riportati nei Regolamenti comunali. Per la consultazione si stanno diffondendo sperimentazioni che fanno riferimento alle esperienze di democrazia diretta o deliberativa.
Nell'ambito della collaborazione progettuale, le tecniche tendono a costruire una comune consapevolezza degli scenari possibili che si profilano, in modo da creare le condizioni per un mutuo apprendimento che consenta a ciascun partecipante di far valere i propri interessi ma nello stesso tempo di proiettarsi nella comprensione delle ragioni dell'altro.
Una tecnica validata dalla Commissione europea, è il metodo EASW (European Awereness Scenario Workshop). Altri metodi sono spesso mutuati da analoghe pratiche di tipo aziendale dedicate alla valorizzazione delle competenze professionali e all'efficacia dei processi decisionali in condizioni di complessità (brain storming, action planning, open space technology). I metodi orientati a una visione territoriale di scenario assumono denominazioni come planning for real, future search, Oregon model, ecc.
Nel caso di vari programmi di pianificazione urbana quali i contratti di quartiere, i patti territoriali, i programmi di recupero urbano, i PRUSST (Programmi di Riqualificazione Urbana e di Sviluppo Sostenibile del Territorio) gli attori del territorio svolgono un ruolo attivo di promotori, investitori, gestori, fruitori attraverso una concertazione che prevede accordi privilegiati con gli investitori (stockholders), talvolta estesi anche a organizzazioni sindacali, come nel caso dei patti territoriali, e alla comunità locale (stakeholders) come nei contratti di quartiere.
Due tecniche di coinvolgimento sono il Planning for Real e il metodo delle charrette. Il Planning for Real è una tecnica innovativa finalizzata alla discussione pubblica su aree di intervento, dal punto di vista urbanistico. Essa consente la partecipazione dei cittadini interessati, lasciando ogni contributo anonimo. Il punto di partenza è un plastico rappresentante la zona urbana di interesse, in cui ogni persona è chiamata a posizionare appositi cartoncini direttamente sul plastico in corrispondenza del miglioramento da effettuare. Al termine della suddetta attività lo staff tecnico, a capo di tutto ciò, rielabora tutte le proposte effettuate sul plastico al fine di comprendere le preferenze e le conflittualità tra i cittadini, e soprattutto di trovare dei miglioramenti reali sulla zona in questione.
Il metodo delle charrette è un processo di progettazione in cui sono coinvolti nello stesso tempo sia architetti, urbanisti, ingegneri e soprattutto le persone (abitanti) che vivono nella zona interessata all'intervento edilizio. È un procedimento che prevede una serie di incontri, che si concludono con la realizzazione di un progetto, creato ovviamente da persone competenti, finalizzato a garantire un giusto equilibrio tra fattibilità economica, tecnica e legale.
Alcune imprese, nel definire la loro strategia industriale, coinvolgono anche la comunità locale per poter attribuire all'impresa i valori positivi che derivano dal consenso degli stakeholders.
Tali indicazioni sono contenute nel Libro Verde dell'Unione europea che promuove la RSI (Responsabilità sociale d'impresa, luglio 2001) come un'opportunità d'innovazione gestionale, strumento di competitività e di attivazione di partnership locali.

## La professione nel mondo
Storicamente, la principale competenza in materia di urbanistica è attribuita all'architetto o all'ingegnere, ma nello specifico la figura professionale correlata è l'urbanista. Nella seconda metà del XX secolo, in molti paesi europei e in più di cento università di paesi differenti, si insegna l'urbanistica come disciplina autonoma e indipendente. Tuttavia, continua comunque l'insegnamento dell'urbanistica come specializzazione di discipline affini come architettura, ingegneria, geografia.
Per quanto riguarda la situazione delle figure professionali abilitate all'esercizio della professione di urbanista o pianificatore territoriale, la situazione cambia da Stato a Stato. Alcuni ordinamenti prevedono una figura professionale specifica del pianificatore (in inglese planner o anche spatial planner); altri consentono lo svolgimento dell'attività professionale del pianificatore indistintamente ad architetti, ingegneri civili ed edili, architetti del paesaggio e dottori agronomi.

### Italia
Anche in Italia sono nati corsi di studi specifici in urbanistica (il primo nel 1971 a Venezia fondato da Giovanni Astengo), in seguito ai quali è stata riconosciuta la nuova figura professionale dell'urbanista o pianificatore territoriale, figura fin ad allora sempre coperta esclusivamente dall'ingegnere o dall'architetto.